# Jaume Rotés Querol
Jaume Rotés Querol (Balaguer, 1921 - Barcelona, 29 de gener del 2008) va ser un metge català.
Fill d'un botiguer, en acabar la guerra civil espanyola estudià medicina a la Universitat de Barcelona, on fou alumne intern de patologia mèdica d'Agustí Pedro i Pons. Després s'especialitzà en reumatologia a París fins al 1948. Va ser reconegut internacionalment per la descripció d'una nova malaltia, la hiperostosi anquilosant vertebral, també coneguda com a malaltia de Forestier-Rotés, el 1950.
El 1956 va llegir a la Universitat de Barcelona la tesi doctoral, que portava per títol Contribución al estudio de las manifestaciones osteoarticulares de la brucelosis, dirigida per Agustí Pedro i Pons, i que es va publicar com a llibre el 1959. El 1957 fou nomenat cap del Dispensari de Reumatologia de la Clínica de Patologia General, fins que el 1968 fou nomenat director de l'Escola de Reumatologia de la Facultat de Medicina. Va ésser president de la Sociedad Española de Reumatología i fundador i director de la Revista española de reumatología. També va ser membre honorari de l'American Rheumatism Association des del 1980, i el 2002 va rebre la Creu de Sant Jordi. El 2000 va crear la Biblioteca Jaume Rotés Querol.
Va morir a Barcelona el 29 de gener del 2008.

## Obres
- Retalls (ed. de la Magrana, 2009, ISBN 9788498674194)
- Tratamiento actual de los reumatismos, para el médico práctico
- Estudios sobre el síndrome psicógeno del aparato locomotor
- La gota (amb J. Muñoz Gómez)
- Semiología de los reumatismos (amb E. Lience i D. Roig Escofet)
- Tratamiento de la artritis reumatoidea: saberes y práctica (amb R. Sanmartí i Sala)
- Reumatología clínica